# Октябрське (Аулієкольський район)
Октя́брське (каз. Октябрь) — село у складі Аулієкольського району Костанайської області Казахстану. Адміністративний центр Казанбаського сільського округу.
Колишня назва — Октябрський.
Населення — 323 особи (2021; 592 у 2009, 1077 у 1999, 1410 у 1989).